# ديد نيشن
ديد نيشن (بالإنجليزية: Dead Nation)‏ هي لعبة إلكترونية من نوع شوتم أب ، صدرت لنظام بلاي ستيشن 3 عام 2010م ، وأعيد إصدارها عام 2014م.

## طريقة اللعبة
يقوم بطل الفيلم بحمل مجموعة من الأسلحة الخفيفة كالرشاشات والبنادق لقيامه بالهروب من البلدة والتي أنتشر فيها ظاهرة الزومبي بشكل فظيع.

## وصلة خارجية
- Official SCEE site